# بيريودات البوتاسيوم
بيريودات البوتاسيوم مركب كيميائي له الصيغة KIO4، ويكون على شكل مسحوق بلوري أبيض.

## التحضير
يحضر مركب بيريودات البوتاسيوم بمردود جيد من تمرير غاز الكلور على محلول يودات البوتاسيوم في وسط قلوي.
KIO3 + Cl2 + KOH → KIO4 + HCl + KCl
عند الوصول إلى نقطة التعادل نتيجة تشكل حمض هيدروكلوريك، يترسب بيريودات البوتاسيوم لانحلاليته الضعيفة.

## الخواص
- ينحل مركب بيريودات البوتاسيوم بشكل ضعيف جداً في الماء، فقط 420 مغ لكل 100 مل ماء عند الدرجة 20°س.
- في الأوساط الحمضية يتفاعل مركب بيريودات البوتاسيوم مع اليوديد ليعطي اليود الحر حسب المعادلة:

IO4- + 7I - + 8H+ → 4I2 + 4H2O

## الاستخدامات
- يستعمل غالباً في المختبرات الكيميائية عاملاً مؤكسداً في الأوساط الحمضية. على سبيل المثال يستعمل لأكسدة أملاح المنغنيز الثنائي إلى البيرمنغنات.

## السلامة
بيريودات البوتاسيوم له تأثير مخرش على العين والجلد والأغشية المخاطية.